# Легенди (Комікс)
«Легенди» (англ. Legends) — обмежена кросовер-серія коміксів, що складається з 6 випусків, які з листопада 1986 по березень 1987 року випускало видавництво «DC Comics». Це був перший комікс видавництва після випуску кросовера Криза на Нескінченних Землях. Ця серія послужила оновленням і переосмисленням для багатьох проєктів DC. Комік, також, розповідає про те, як була утворена Ліга справедливості та Загін самогубців, а також про те, як з'явився герой на ім'я Шазам. В основу сюжету закладена спроба однієї з наймогутніших істот Всесвіту DC Дарксайда поневолити Землю і її мешканців. Він вторгається на Землю й одурманює простих людей та змушує їх вважати своїх героїв і захисників — ворогами та лиходіями і їм доводиться на деякий час піти в тінь.

## Сюжет
Розповідь починається з розмови істоти на ім'я Дарксайд зі своїм послідовником Десаадом. Вони обговорюють план з вторгнення на Землю під назвою операція: «Приниження», метою якої — є спроба позбавити Землю від її легендарних героїв, за допомогою оголошення їх поза законом. Дарксайд створює гігантського монстра Брімстоуна і відправляє його на Землю учиняти руйнування та сіяти хаос. Одночасно з цим він посилає на Землю Грандіозного Ґодфрі, він починає використовувати звук свого голосу, щоб контролювати уми людей і за допомогою цього налаштувати їх проти героїв Землі. Дарксайд також посилає на Землю кіборга Макромана, який допомагає Ґодфрі поширювати брехню про шкоду, що приносять супергерої. Героїв починають звинувачувати в кровопролитті, вбивствах, хаосі та безладді.
У відповідь на все, що відбувається у світі президент США Рональд Рейган оголошує воєнний стан і забороняє будь-яку супергеройську діяльність на території Америки. Це обурює деяких членів міністерства оборони США, після чого вони за дорученням Аманди Воллер активують проєкт: «Цільова група X», також знаний як «Загін самогубців». Суть проєкт полягала в створенні команди з найжорстокіших і найсильніших лиходіїв Землі, завчасно заточених в спеціальну в'язницю. Цьому загону і доручать знищення Брімстоуна.
На Землі хаос і плутанина, Ґодфрі продовжує одурманювати жителів Землі. Столиця США Вашингтон у вогні, а люди в паніці. Герої об'єднуються в команду під керівницвтом Доктора Фейта і вступають в бій з Грандіозним Ґодфрі, кіборгом Макроманом і Гончими Війни Дарксайда. Після тривалої битви герої все ж перемагають. Після чого Ґодфрі надягає шолом Доктора Фейта, бажаючи отримати його величезні сили, і в якому, як він думав, вони й полягали, але це виявляється пасткою, в результаті якої Ґодфрі стає божевільним, позбавляється своїх сил, а жителі Землі звільняються від його чар. Герої виганяють поплічників Дарксайда і битва закінчується. Вслід за цим герої приймають рішення про створення Ліги Справедливості. Супермен і Флеш (Воллі Вест) відмовляються від членства в Лізі, заявляючи, що не дивлячись на це рішення — вони завжди прийдуть на допомогу в разі потреби.

## Адаптації
З 2016 року на телеканалі The CW транслюється серіал-адаптація під назвою «Легенди Завтрашнього дня». Дії серіалу розвиваються в так званому «Мултивсесвіті Стріли», а сюжет крутиться навколо подорожей героїв на ім'я «Легенди» по часу і простору, усуваючи анахронізми та борючись з міжчасовими ворогами.

## Видання
У 1993 році було опубліковано оригінальне видання в м'якій палітурці: «Legends: The Collection» (ISBN 1-56389-095-X), яке зібрало в себе всю обмежену серію з 6 випусків.
7 червня 2016 року видавництво «DC Comics» опублікувало ще одне видання, присвячене до 30-ї річниці першої публікації коміксу: «Legends 30th Anniversary Edition» (ISBN 978-1401263164). Воно містило всю обмежену серію з 6 випусків у відповідній стилізації. Це видання було доступно для покупки як в друкованому, так і в цифровому форматі.